# Willem Elsschot
Alphonsus Josephus de Ridder (Antwerpen, 1882. május 7. – Antwerpen, 1960. május 31.) belga író és költő volt, aki Willem Elsschot álnéven írt. Az egyik legjelentősebb flamand író, leghíresebb műve, a Kaas (Sajt, 1933) minden idők legtöbbet fordított flamand nyelvű regénye.

## Fiatalkora és iskolái

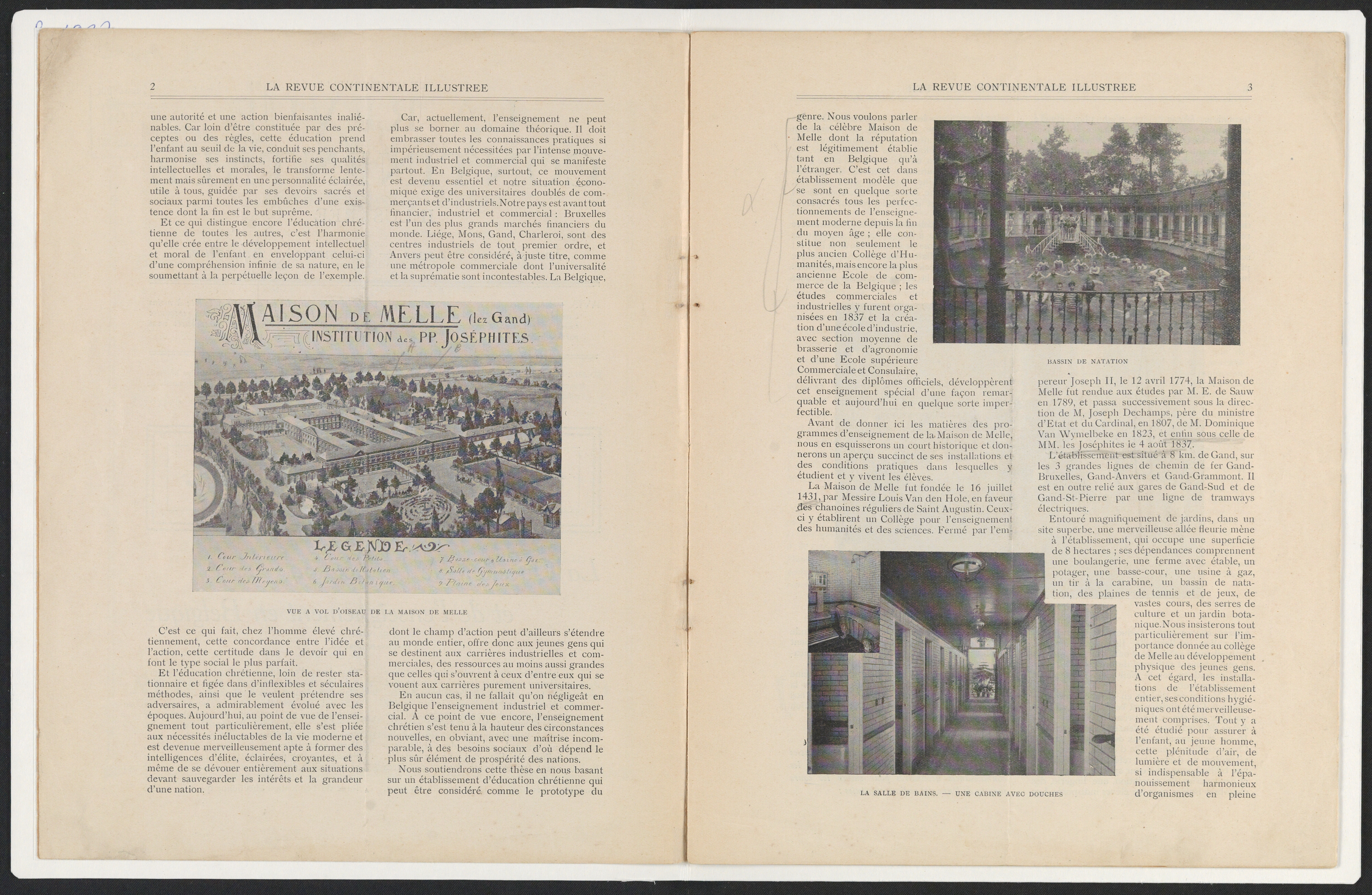
Részlet Willem Elsschot La Revue című folyóiratából.

Elsschot 1882. május 7-én született Alphonsus Josephus de Ridder néven Antwerpenben, pékcsaládban. Gyermekkorában gyakran meglátogatta nagybátyját a Herselt melletti Blaubergben, ahol a Helschot nevű vidéken sétáltak, ahonnan később írói nevét is kapta.
A Van Maerlantstraat-i állami iskola, majd az antwerpeni Királyi Athenaeum után az Institut Supérieur de Commerce de l'État, később Rijkshandelshogeschool néven ismert intézménybe járt, ahol közgazdasági és üzleti tanulmányokat folytatott, és 1904-ben kereskedelmi tudományokból szerzett mesterdiplomát. Az ottani tanulmányai során, [[Charles Polydore de Mont|Pol de Mont tanítványaként, az irodalom iránti szeretete is kialakult benne.

## Hivatásos karrierje
Tanulmányai befejezése után Elsschot Párizsban dolgozott egy dél-amerikai üzletembernek, majd különböző hollandiai vállalkozásoknak.
Az első világháború alatt az antwerpeni nemzeti élelmiszersegélyezési bizottság titkáraként dolgozott, majd 1911-ben saját ügynökséget alapított, amelyet haláláig vezetett.
Elsschot nem élvezte a reklámok világát. 1960-ban bekövetkezett halála előtt idézték, amikor azt mondta: „Nemcsak a reklámoktól undorodom, hanem általában a kommercializmustól is. És azért írtam a Lijmen-t, mert valahogy meg kellett szabadulnom tőle. Reklámoznom kellett, mert a tollamból soha nem tudtam volna megélni”.

## Irodalmi pályafutása
Elsschot 1900-ban kezdett verseket írni, költőként debütált szerzőként (az Alvoorder című folyóiratban publikált).
Hírnevét mégis leginkább prózaíróként szerezte. Rotterdamban élve írta meg a Villa des Roses (1913) című regényét, amely egy párizsi panzió vendégeinek kalandjait követi nyomon. Míg megjelenésekor a kritikusok és az olvasók egyaránt mellőzték, leghíresebb művei az 1920-as és 1930-as években születtek: Lijmen (1924), Kaas (1933), Tsjip (1934) és Het Been (1938), tragikus és komikus elemeket tartalmazó regények.
Műveinek központi témái az üzleti és a családi élet. Stílusát a környezet részletes leírása és enyhe cinizmus jellemzi. Első könyveiben ugyanazokkal a szereplőkkel dolgozik, így az olvasók számára ismerős és vázlatos képet kapnak az 1930-as évek antwerpeni életéről. Boorman, a mindig csalásokat és lehetőségeket kereső vállalkozó és Frans Laarmans, a hivatalnok karaktere ezekben a könyvekben fejlődik.

## Magánélete és halála
Fine de Ridder volt a felesége, akivel egy lánya született, Ida. Kapcsolatban állt Liane Bruilants költőnővel is.
1920-ban a Koronarend lovagja lett.
Elsschot 1960. május 31-én, 78 éves korában szívrohamban halt meg Antwerpenben. Elhamvasztották, hamvait pedig felesége holttestével együtt az antwerpeni Schoonselhofban temették el. Posztumusz megkapta az Állami Irodalmi Díjat, és 1994-ben szobrot állítottak neki az antwerpeni Mechelseplein-en.
2005-ben a 49. helyen végzett a „De Grootste Belg” („A legnagyobb belga”) flamand változatában.

## Adaptációk

### Filmes adaptációk
Lijmen/Het Been című regényét Robbe De Hert 2001-ben filmre adaptálta Lijmen/Het Been címmel. A Villa des Roses című regényt 2002-ben Frank Van Passel filmesítette meg Villa des Roses címmel (Életképek egy panzióban).

### Képregényadaptáció
2008-ban a Kaas („Sajt”, 1933) című regényből és a Het dwaallicht („Will o'the Wisp”, a Three Novels-ben, 1946) című novellából Dick Matena készített képregényt.

## Bibliográfia
- (1913) Villa des Roses
- (1920) Een ontgoocheling (A csalódás)
- (1921) De verlossing (A megváltás)
- (1924) Lijmen (Meggyőzés)
- (1933) Kaas (Sajt)
- (1934) Tsjip
- (1934) Verzen van vroeger (Versek a múltból)
- (1937) Pensioen (Nyugdíj)
- (1938) Het been (A láb)
- (1940) De leeuwentemmer (Az oroszlánszelídítő)
- (1942) Het tankschip (A tankhajó)
- (1943) Verzen (Versek)
- (1946) Het dwaallicht (A suttogó szellem)
- (1957) Verzameld werk (Összegyűjtött művek)

### Magyarul megjelent művei
- Sajt; ford. Dékány Károly; Forum, Amstelveen, 1987 (Forum sorozat)
- Sajt / Lidércfény (Verzameld Werk) – Gondolat, Budapest, 2008 (Akcentusok) · ISBN 9789789630981 · fordította: Wekerle Szabolcs, Gera Judit
- Kenegetés / A láb (Lijmen / Het been) – Gondolat, Budapest, 2024 · ISBN 9789635565481 · fordította: Balogh Tamás, Fenyves Miklós

## Fordítás
- Ez a szócikk részben vagy egészben  a   Willem Elsschot című angol Wikipédia-szócikk fordításán alapul.  Az eredeti cikk szerkesztőit annak laptörténete sorolja fel. Ez a jelzés csupán a megfogalmazás eredetét és a szerzői jogokat jelzi, nem szolgál a cikkben szereplő információk forrásmegjelöléseként.